# Dark Was the Night
Dark Was the Night è un album discografico realizzato dalla organizzazione benefica Red Hot Organization nel febbraio 2009. Consiste nella ventesima raccolta appartenente alla serie Red Hot AIDS Benefit, mirata alla sensibilizzazione ed alla raccolta fondi per la prevenzione dell'AIDS.
Il disco si avvale della partecipazione di numerosi esponenti della musica statunitense e non è stato prodotto da due membri dei The National, ossia Aaron e Bryce Dessner. 
Il produttore esecutivo è invece John Carlin, fondatore della Red Hot Organization.
Il titolo deriva dalla canzone di Blind Willie Johnson Dark Was the Night, Cold Was the Ground.
Al maggio 2012 sono stati raccolti tramite il disco circa 1,6 milioni di dollari.

## Tracce
CD 1 - This Disc
1. Knotty Pine – Dirty Projectors & David Byrne – 2:23
2. Cello Song (Nick Drake) – The Books feat. José González – 3:54
3. Train Song (Vashti Bunyan) – Feist & Ben Gibbard – 3:02
4. Brackett, WI – Bon Iver – 4:03
5. Deep Blue Sea – Grizzly Bear – 3:46
6. So Far Around the Bend – The National – 3:43
7. Tightrope – Yeasayer – 3:18
8. Feeling Good (Anthony Newley & Leslie Bricusse) – My Brightest Diamond – 3:54
9. Dark Was the Night (Blind Willie Johnson) – Kronos Quartet – 3:51
10. I Was Young When I Left Home (Bob Dylan) – Antony con Bryce Dessner – 4:55
11. Big Red Machine – Justin Vernon & Aaron Dessner – 4:39
12. Sleepless – The Decemberists – 7:54
13. Stolen Houses (Die) – Iron & Wine – 1:07
14. Service Bell – Grizzly Bear & Feist – 2:23
15. You Are the Blood (Castanets) – Sufjan Stevens – 10:14

CD 2 - That Disc
1. Well-Alright – Spoon – 2:46
2. Lenin – Arcade Fire – 4:06
3. Mimizan – Beirut – 2:43
4. El Caporal – My Morning Jacket – 3:33
5. Inspiration Information (Shuggie Otis) – Sharon Jones & the Dap-Kings – 4:06
6. With a Girl Like You (Reg Presley) – Dave Sitek – 3:27
7. Blood Pt. 2 (Castanets) – Buck 65 Remix (feat. Sufjan Stevens & Serengeti) – 3:36
8. Hey, Snow White (Destroyer) – The New Pornographers – 4:26
9. Gentle Hour (Peter Gutteridge) – Yo La Tengo – 5:31
10. Another Saturday – Stuart Murdoch – 2:56
11. Happiness – Riceboy Sleeps (Jónsi & Alex) – 8:37
12. Amazing Grace – Cat Power & Dirty Delta Blues – 3:34
13. The Giant of Illinois (The Handsome Family) – Andrew Bird – 4:45
14. Lua (Bright Eyes) – Conor Oberst & Gillian Welch – 5:54
15. When the Road Runs Out – Blonde Redhead & Devastations – 3:28
16. Love vs. Porn – Kevin Drew – 3:57

Bonus track iTunes
- Play the Game (Queen) - Beach House